# Erich Brill

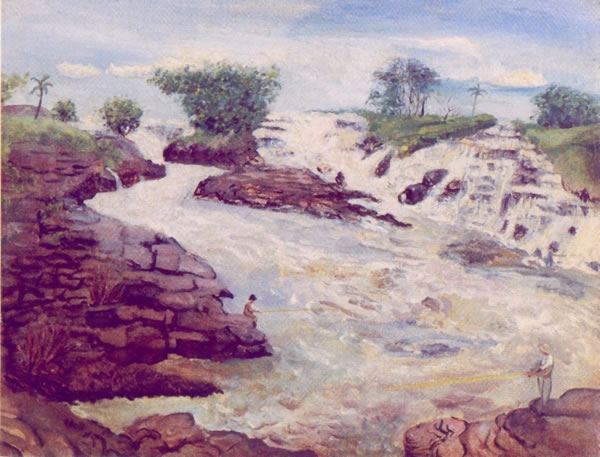
Fälle des Rio Tietê (Brasilien, 1935)

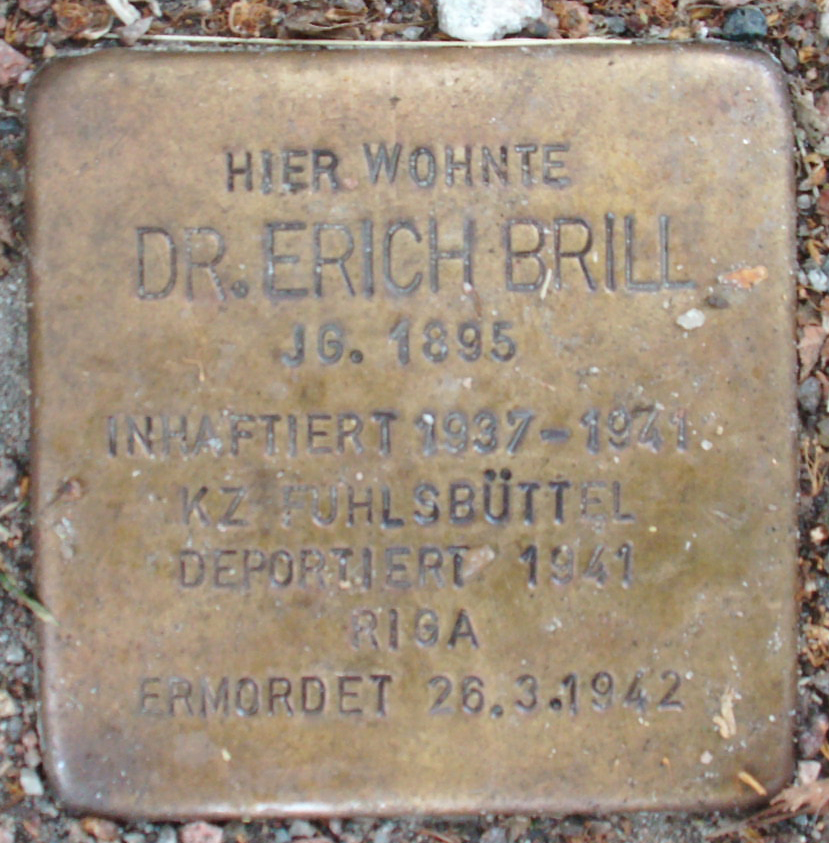
Stolperstein in der Brahmsallee 41 in Hamburg-Harvestehude

Erich Arnold Brill (geboren 20. September 1895 in Lübeck; ermordet 26. März 1942 im Lager Jungfernhof bei Riga) war ein deutscher Maler und Opfer des Holocaust.

## Leben
Erich Brill wurde am 20. September 1895 als drittes Kind in die jüdische Familie von Sophie und Wolf Brill hineingeboren. Als er zwei Jahre alt war, zogen er und seine Familie von Lübeck nach Hamburg. Später machte er dort eine Lehre im väterlichen Holzgroßhandel „Gebr. Brill“, den er eigentlich übernehmen sollte. Doch stattdessen studierte er Philosophie und Staatswissenschaften in Hamburg. Neben seiner Promotion in Frankfurt/Main besuchte er Kunstgewerbeschulen in Frankfurt und Hamburg. 1920 begann er mit seiner Tätigkeit als freischaffender Künstler.
Das Studium der Nationalökonomie schloss Brill mit der Promotion ab. Anschließend studierte er an den Kunstgewerbeschulen in Hamburg und Frankfurt am Main. Im Jahr 1920 heiratete er die Jüdin Martha Leiser, und sie bekamen die Tochter Alice (1920–2013). Bereits 1921 wurde die Ehe geschieden und Erich Brill war wieder frei für ein Leben als ungebundener Künstler. Er hielt sich in Italien, Palästina, der Schweiz und Frankreich auf. Anfangs noch expressionistisch, wurden seine Bilder im Laufe der 1920er Jahre zunehmend impressionistisch. Bis 1933 hatte er 25 Ausstellungen. Sein erster Förderer, Alfred Lichtwark, kaufte ihm für die Kunsthalle Hamburg drei Bilder ab, Emil Ludwig ließ sich von ihm porträtieren. Brill war Mitglied im Hamburger Künstlerverein von 1832 und seit 1920 Mitglied der Hamburgischen Künstlerschaft.
Nach der Machtübergabe an die Nationalsozialisten musste er, weil er jüdischer Herkunft war, in die Niederlande fliehen. Außerdem wurde seine Kunst von den Nationalsozialisten als entartet betrachtet und teilweise zerstört.
Seine nun ebenfalls emigrierte Exfrau versuchte 1934 in Brasilien Fuß zu fassen und ließ die Tochter vorerst bei ihm in Amsterdam, die beiden konnten 1935 nach São Paulo folgen. Brill kehrte aber 1936 allein nach Deutschland zurück, wobei er sich Illusionen über den deutschen Antisemitismus machte. In Deutschland wurde er, weil er als Jude eine arische Freundin hatte, 1937 denunziert und verhaftet, 1938 wegen Rassenschande zu vier Jahren Zuchthaus verurteilt und in Bremen-Oslebshausen inhaftiert. Am 6. Dezember 1941 wurde er von Hamburg nach Riga in das Lager Jungfernhof deportiert. Im Lager war er vorerst zu leichten Verwaltungsarbeiten eingeteilt. Am 26. März 1942 wurde Brill bei einer Massenerschießung im Wald von Biķernieki bei Riga (Aktion Dünamünde) erschossen.
Sein letztes Bild ist ein Selbstporträt mit dem Titel „Sylvester 36/37“.
In seinem einhundertsten Geburtsjahr 1995 hat seine Tochter Alice Brill Czapski in der Staatsgalerie von Sao Paulo eine Ausstellung organisiert.
An Erich Brill erinnern in Hamburg zwei Stolpersteine, einer vor seinem Wohnhaus in Harvestehude und einer vor seinem Arbeitsplatz am Jungfernstieg in der Neustadt.

## Ausstellung
- Pinacoteca do Estado de São Paulo: Erich Brill : pintor e viajante, São Paulo : Pinacoteca do Estado de São Paulo, 1996. (pt)